# Arvid Pardo
Arvid Pardo (Roma, 12 febbraio 1914 – Seattle, 19 giugno 1999) è stato un diplomatico maltese, padre della Convenzione delle Nazioni Unite sul Diritto del Mare.

## Biografia
Arvid Pardo nacque a Roma. Suo padre Guido Pardo, nato a Malta nel 1874 da Enrico Pardo di origine ebraica livornese, che lavorava alla Organizzazione internazionale del lavoro (ILO), morì di febbre tifoide durante una missione di aiuto all'Unione Sovietica nel 1922. Sua madre, svedese, venne a mancare un anno dopo durante un'appendicectomia e suo fratello restò ucciso in un incidente d'auto.

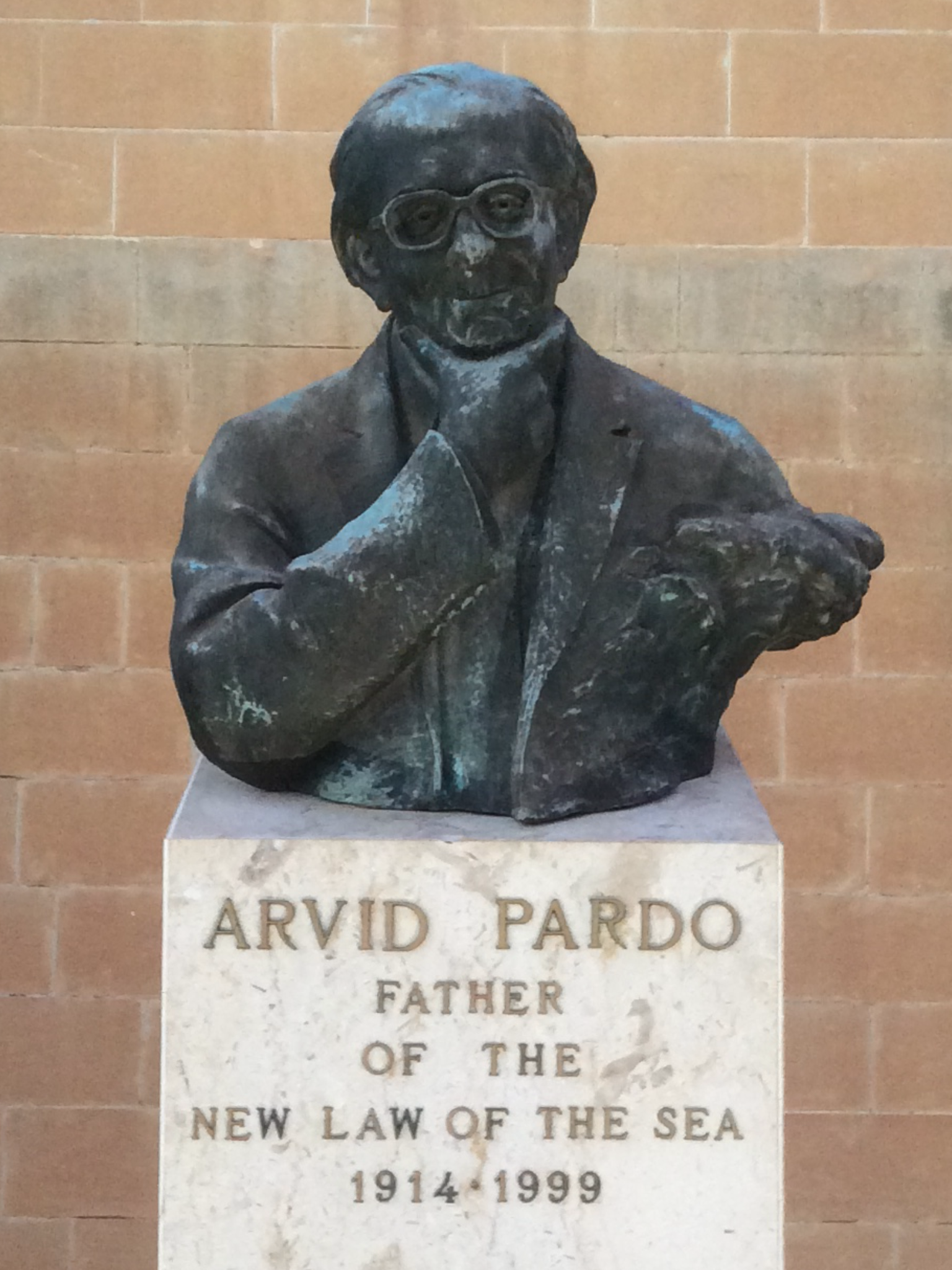
Monumento a Arvid Pardo all'Università di Malta

Venne affidato a Bernardo Attolico, amico del padre Guido, che fu ambasciatore in Brasile, Unione Sovietica, Terzo Reich e Vaticano. Attolico lo mandò a scuola al Collegio Mondragone, Frascati, e il giovane Pardo trascorse le vacanze con Attolico nelle varie ambasciate in cui lavorava.
Pardo parlava bene l'italiano, il francese, lo spagnolo e sapeva abbastanza bene il tedesco. Quando era studente a Roma prima della seconda guerra mondiale conobbe Marit Claeson, una disegnatrice di tessuti svedese e la sposò nel 1947. Ebbe tre figli, Christina (1949, sposata Menez), Lars (1951) e David (1952) che gli sopravvissero.
Ottenne una laurea in diritto internazionale dall'Università degli Studi di Roma "La Sapienza" nel 1939. Quando cominciò la guerra iniziò un'attività clandestina come antifascista ma fu arrestato nel 1939. Dopo la caduta di Benito Mussolini nel settembre 1943 fu liberato, ma fu di nuovo arrestato dalla Gestapo e portato al campo di lavoro di Grossbeeren e poi rinchiuso nella prigione di Alexanderplatzt e in quella di Charlottenburg a Berlino.
Quando l'Armata Rossa si avvicinò a Berlino, le autorità svizzere e il Comitato Internazionale della Croce Rossa ottennero la sua liberazione. In seguito all'ingresso dei Sovietici a Berlino fu di nuovo arrestato e interrogato. Una volta rilasciato attraversò l'Elba e camminò fino alle linee alleate prendendo contatto con le forze inglesi e americane. Venne poi mandato a Londra, dove arrivò senza un soldo.
All'inizio Pardo lavorò come lavapiatti e cameriere in una catena di ristoranti della città, fin quando incontrò un amico di suo padre, David Owen, che stava aiutando ad organizzare le Nazioni Unite a Londra. Owen lo assunse come assistente nella sezione documentaria e, nonostante avesse un dottorato, svolse un lavoro da impiegato junior, come responsabile degli archivi nel 1945-46. Passò poi al Consiglio di amministrazione fiduciaria delle Nazioni Unite fino al 1960 e successivamente al Segretariato di Assistenza Tecnica, dove divenne rappresentante in Nigeria e Ecuador fino al 1964.
Nel 1964 fu nominato primo rappresentante permanente di Malta alle Nazioni Unite dopo l'indipendenza, grazie alle origini maltesi della sua famiglia (a Malta aveva frequentato le scuole elementari e vi andava tutte le estati).
Durante il periodo del suo incarico alle Nazioni Unite, che terminò nel 1971 col ritorno in carica di Dom Mintoff, il successo principale del suo lavoro fu la riforma della Legge del Mare. Il 1º novembre 1967 tenne un discorso appassionato davanti all'Assemblea generale delle Nazioni Unite chiedendo un regolamento internazionale per assicurare la pace nel mare, impedire ulteriore inquinamento e proteggere le risorse marine. Propose che il mare costituisse parte del patrimonio comune dell'Umanità, frase che compare nell'Articolo 136 della Convenzione delle Nazioni Unite sulla Legge del Mare, e chiese che parte della ricchezza del mare fosse usata per finanziare un fondo che aiutasse a chiudere il divario tra le nazioni ricche e povere.
Fu Pardo ad iniziare il processo durato quindici anni che culminò nel 1982, quando venne avviata la raccolta delle firme alla Convenzione e nei primi anni proseguì uno sforzo dedicato per promuovere la questione, ad esempio aiutando ad ottenere un'approvazione quasi unanime della Risoluzione GA 2749 il 17 dicembre 1970. Questa risoluzione comprese principi riguardo al fondo del mare e alle sue risorse, che furono poi incorporati nella Convenzione.
Pardo fu scontento della previsione del documento finale per una Zona economica esclusiva, lamentando che l'eredità comune dell'umanità era stata ridotta fino ad alcuni pesci e alcune alghe.
Dal 1967 al 1971 Pardo fu anche ambasciatore di Malta presso gli Stati Uniti. Durante lo stesso periodo ricoprì l’incarico di ambasciatore presso l'Unione Sovietica ed Alto Commissario in Canada dal 1969 al 1971. Fu rappresentante di Malta alla Commissione Preparatoria della Conferenza sulla Legge del Mare nel 1972 e guidò la delegazione maltese nel Comitato delle Nazioni Unite sul Fondo del Mare dal 1971 al 1973.
Dal 1972 al 1975 fu coordinatore del programma di studi oceanici al Woodrow Wilson International Center for Scholars a Washington Dal 1975 al 1990 fece parte della facoltà della University of Southern California insegnando scienze politiche (1975–81) e relazioni internazionali (1981–90). Per questi quindici anni fu senior fellow all'Istituto di Studi Marini e Costieri.
Pardo venne fatto Cavaliere di Malta nel 1992. Risiedeva a Seattle quando morì nel 1999.